# Edifici d'habitatges Can Gasset
L'Edifici d'habitatges Can Gasset és una obra de Tarragona inclosa a l'Inventari del Patrimoni Arquitectònic de Catalunya.

## Descripció
Edifici situat en una illa de cases presidida per un palau neoclàssic renovat i que tanca un xamfrà incomplet. Les seves façanes exteriors són de dos colors diferents de maó vist, tot aportant al conjunt una sensació visual d'ordre que queda emfatitzada per la col·locació simètrica de les finestres rectangulars. Aquest immoble de 30 habitatges socials crea un pati interior amb façanes pròpies que, a més, fa una funció vertebradora de tot l'edifici. A la mitgera amb l'antic edifici s'hi adossa un cos baix, de planta baixa i pis, amb dos habitatges per planta i accés directe des del pati. Pel que fa al volum principal, aquest es troba separat del palau i amb els cossos de les cantonades més alts; des del pati s'hi accedeix directament a les caixes d'escala.